# Línea 221 (Suburbanos Montevideo)

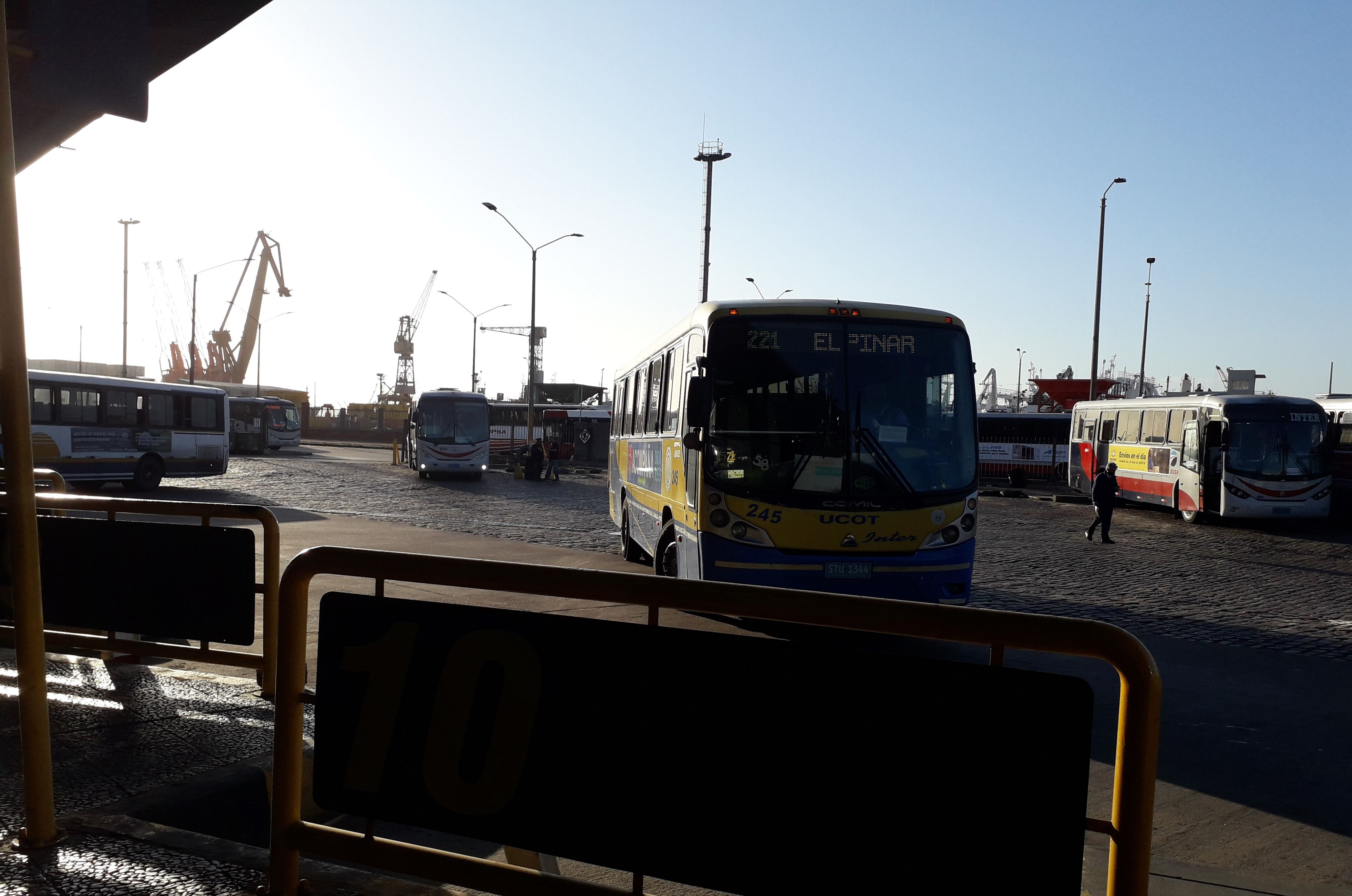
Línea 221 en la Terminal Baltasar Brum

La línea 221  de la red de transporte suburbano de Montevideo une la Terminal Baltasar Brum con la Ciudad de la Costa.

## Historia

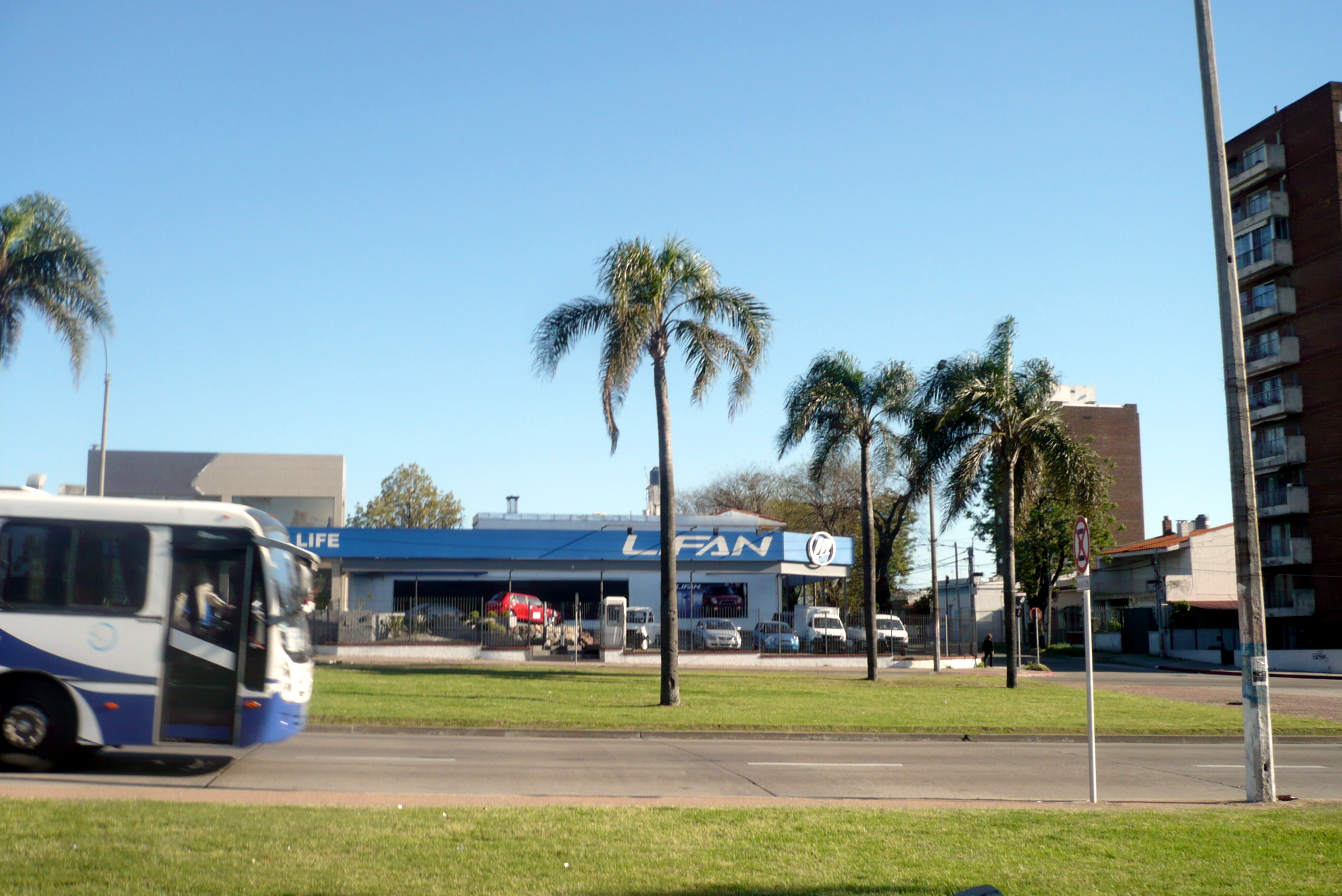
Línea 221 circulando por Avenida Italia y operada por Raincoop.

Tiene como antecedente a la entonces línea 21 Rápido Carrasco de la Administración Municipal de Transporte. Comenzó a operar entre los años sesenta y ochenta, como una extensión de línea ya mencionada, debido a que esta no podía circular más allá del límite departamental. Su operación estuvo a cargo de la cooperativa Rápido Internacional Cooperativo hasta el año 2016, año en que se dio la disolución de la misma. Ese mismo año la línea fue adjudicada a la cooperativa Unión Cooperativa Obrera.
En octubre del 2022 comenzó a operarse mediante coches híbridos, con accesibilidad universal para sillas de ruedas.Es una de las primeras líneas suburbanas en contar con este tipo de unidades con accesibilidad universal.

## Recorridos
| Partida Andén (Estación Baltasar Brum) - Río Branco - Galicia - Julio Herrera y Obes - Paysandú - República - Democracia - Daniel Muñoz - Eduardo Víctor Haedo - Avenida Italia - Avenida Luis Giannattasio - Avenida Doroteo García Lagos - Playa de Solymar - Stella Maris - Avenida Rosa de los Vientos - Transversal - Avenida Tuyutí - Indiana - Rambla - Avenida Pérez Butler - Terminal Hormigón (El Pinar) | Retorno (El Pinar) - Pérez Butler - Rambla - Indiana - Avenida Tuyutí - Transversal - Avenida Rosa de los Vientos - Rambla Retorno (Solymar) - Avenida Doroteo García Lagos - Avenida Luis Giannattasio - Avenida Italia - Salvador Ferrer Serra - Martín C. Martínez - Uruguay - Ciudadela - Rambla Franklin Rooselvelt - Galicia - (Estación Baltasar Brum) |

## Lugares de interés
En ambos sentidos circula por los barrios: Centro, Cordón, Cordón Norte, Tres Cruces, Parque Batlle, Buceo, Malvín, Malvín Norte, Punta Gorda y Carrasco de Montevideo, y los barrios Barra de Carrasco, Shangrilá, Lagomar, Solymar, Lomas de Solymar, Médanos de Solymar y El Pinar de Ciudad de la Costa.